# Miklós Szabó (Mittelstreckenläufer)
Miklós Szabó [ˈmikloːʃ ˈsɒboː] (* 6. Dezember 1908 in Budapest; † 3. Dezember 2000 ebenda) war ein ungarischer Leichtathlet.
Der Mittelstreckenläufer nahm an den ersten Leichtathletik-Europameisterschaften 1934 in Turin teil. Im 1500-Meter-Lauf gewann Luigi Beccali in 3:54,8 Minuten vor Míklós Szabó in 3:55,4 Minuten. Zwei Tage später kämpfte Szabó im Finale des 800-Meter-Laufs erneut mit einem Italiener um den Sieg. Szabó siegte durch Zielrichterentscheid, nachdem er und Mario Lanzi mit 1:52,0 Minuten gestoppt wurden.
Bei den Olympischen Spielen 1936 in Berlin schied Szabó über 800 Meter im Halbfinale aus. Im 1500-Meter-Finale wurde er in 3:53,0 Minuten Siebter. 1936 stellte Szabó mit 5:20,4 Minuten einen Weltrekord über 2000 Meter auf, ein Jahr später folgte mit 8:56,0 Minuten ein Weltrekord über zwei Meilen. Seine Weltjahresbestleistung 1937 über 1500 Meter von 3:48,6 Minuten bedeuteten Europarekord. Insgesamt stellte er 23 ungarische Rekorde auf und gewann 16 Meistertitel.
Bei einer Körpergröße von 1,74 m betrug sein Wettkampfgewicht 66 kg. Von 1947 bis 1980 arbeitete Szabó als Trainer in Schweden, bevor er nach Ungarn zurückkehrte.

## Bestzeiten
- 800 m: 1:52,0 min, 1934
- 1500 m: 3:48,6 min, 1937
- 3000 m: 8:17,8 min, 1937
- 5000 m: 14:33,8 min, 1937
- 10.000 m: 30:47,2 min 1940
- 3000 m Hindernis: 9:39,6 min, 1941